# Feudalismo messicano
Feudalismo messicano (Maclovia) è un film del 1948 diretto da Emilio Fernández che ha anche scritto la sceneggiatura.

## Trama
1914. Sull'isola di Janitzio, nel mezzo del lago di Pátzcuaro nella regione del Michoacán, Maclovia è la bella figlia del capo della comunità india di Purépecha. Di lei è innamorato il povero pescatore José Maria Lopez, ma il padre della ragazza si oppone, il giovane non può parlare alla ragazza e nemmeno rivolgerle lo sguardo: secondo una radicata tradizione locale le donne indigene possono sposare solo altri indigeni, chi non si sottomette a questa regola viene lapidata.
La ragazza attira purtroppo anche l'attenzione del sergente dell'esercito Genovefo (fondamentalmente razzista) e suscita la gelosia di Sara, una giovane innamorata del pescatore.
José Maria, che considera l'amata a lui superiore, pur di poter comunicare con lei e rispettare la volontà del padre trova uno stratagemma, inviarle lettere, ma deve andare a scuola per imparare a leggere e scrivere. Anche la ragazza è analfabeta e anche lei deve quindi andare a scuola.
Don Justo, il vecchio maestro che li segue separatamente si rende conto dell'amore sincero che unisce i due giovani e cerca di convincere il capo indio a dare la sua approvazione a questa unione. L'uomo si convince ma pone una sola condizione, José Maria deve comprare una barca per poter mantenere la moglie.
Il giovane compra quindi a credito la barca ma il militare folle di rabbia e gelosia, vistosi di nuovo respinto dalla ragazza spara alla barca che affonda e poi anche al pescatore. Non contento lo chiude in prigione con l'accusa di aggressione e tentato omicidio per le quali rischia 24 anni di prigione. 
Maclovia disperata si reca dal sergente che le promette la liberazione del giovane se fuggirà con lui la ragazza spaventata scappa. Sara, ancora gelosa, affronta Maclovia che le racconta quanto accaduto in caserma e decide di andare lei dal militare per ottenere la liberazione di José Maria ma questa volta è lui a rifiutarsi, Genovefo infatti è interessato solo a Maclovia.
Giunge la festa dei morti e Maclovia decide di accettare la proposta del sergente, fuggirà con lui ma almeno il suo amato José Maria sarà libero. Il giovane pescatore, uscito di prigione, riesce a raggiungere la coppia e uccide Genovefo ma la voce si è sparsa, il villaggio deve lapidare Maclovia che sta fuggendo con un uomo che non appartiene alla sua razza.
Sara, nel frattempo pentitasi, corre dal padre di Maclovia per avvisarlo di quello che sta per accadere ma nel tentativo di fermare la folla inferocita, entrambi vengono travolti e uccisi. 
Maclovia e José Maria vengono raggiunti dalla folla che inizia a lanciare le pietre. Il pronto intervento dei militari blocca la lapidazione e consente alla coppia di lasciare l'isola.

## Riconoscimenti
Il film venne presentato al Festival di Venezia del 1949 e il manifesto del film con l'immagine della protagonista invase piazza San Marco.
Nello stesso anno fu presentato anche al Festival di Karlovy Var dove ottenne il premio per la migliore fotografia.
In patria ottenne due Premi Ariel per gli attori non protagonisti Columba Domínguez, la giovane Sara innamorata ma non ricambiata di José Maria e Arturo Soto Rangel, il vecchio maestro che aiuta i due innamorati.